# Cinta Rakyat (Percut Sei Tuan)
Cinta Rakyat is een bestuurslaag in het regentschap Deli Serdang van de provincie Noord-Sumatra, Indonesië. Cinta Rakyat telt 12.844 inwoners (volkstelling 2010).